# Saint-Thierry

Saint-Thierry este o comună în departamentul Marne, Franța. În 2009 avea o populație de 624 de locuitori.